# Ligne 2 du T Zen
La ligne 2 du T Zen sera une nouvelle ligne de bus à haut niveau de service d'Île-de-France. Elle reliera Carré Sénart à la gare du RER D de Melun. Elle sera mise en service en 2030.

Plan de la ligne.

## Historique

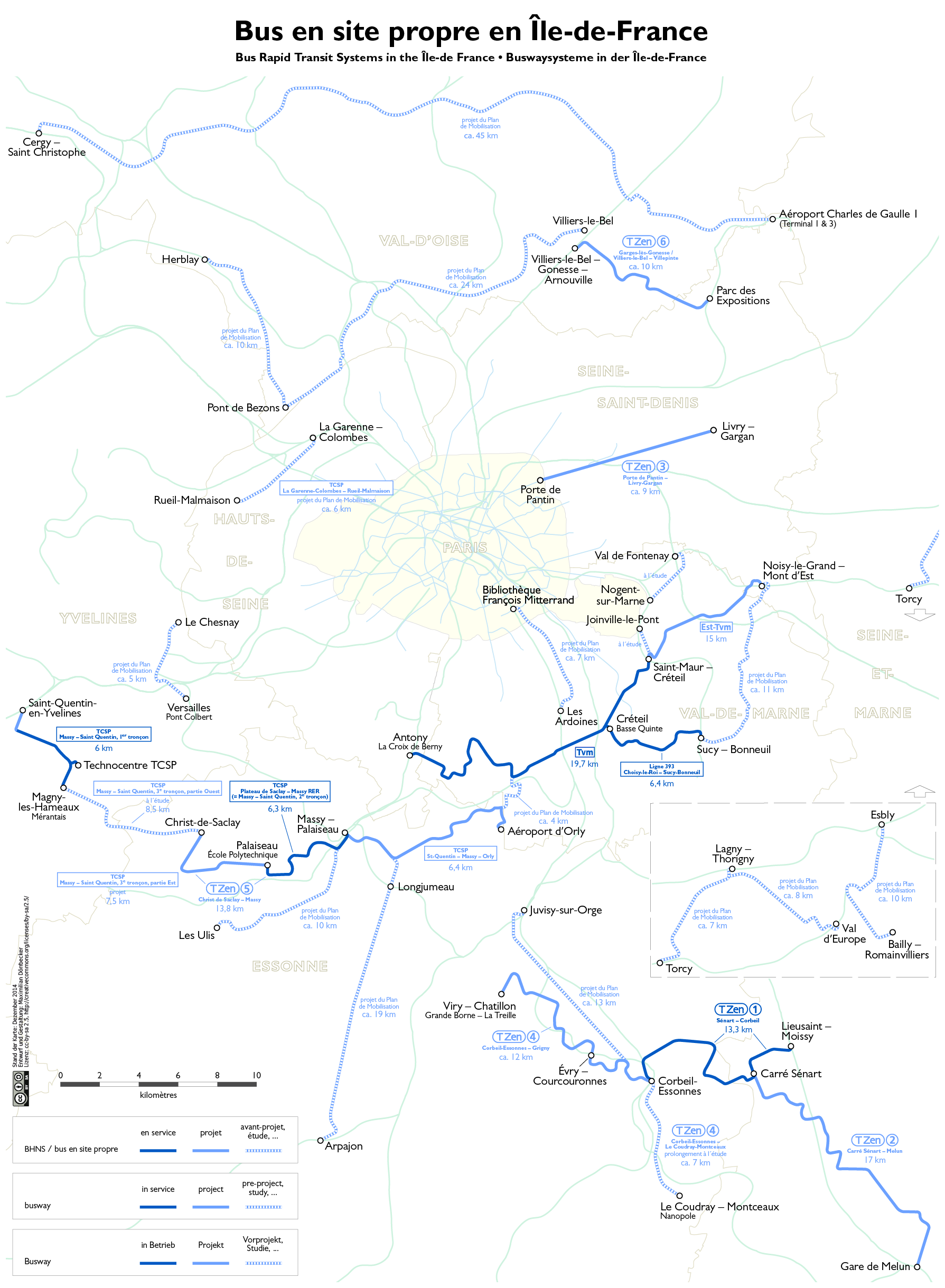
Le futur réseau de BHNS avec la ligne 2 du T Zen

### Présentation
Le projet de ligne 2 du T Zen consiste à relier le Carré Sénart (Lieusaint) à la gare de Melun en traversant cinq communes. Sa réalisation sera l’occasion d’améliorer les correspondances avec les gares de Melun et de Savigny-le-Temple mais également de créer de nouveaux itinéraires piétons et cyclables.

### Calendrier prévisionnel
- 14 avril au 15 mai 2009 : concertation préalable[2] ;
- 11 juillet 2012 : approbation par le STIF du schéma de principe et de la convention de financement de l’avant-projet pour un montant de 2,55 millions d’euros[1] ;
- 23 septembre au 26 octobre 2013[3] : enquête publique et lancement des études approfondies[4] ;
- 30 juillet 2014 : déclaration d'utilité publique et poursuite des études approfondies[4] ;
- 2014 - début 2016 : réalisation des travaux à Melun (hors RD 605 et RD 306)[5] ;
- Début 2016 - début 2018 : réalisation des travaux à Vert-Saint-Denis et Savigny-le-Temple[5] ;
- Fin 2017 - mi 2019 : réalisation des travaux à Lieusaint et ﬁn des travaux à Savigny-le-Temple[5] ;
- Début 2019 - ﬁn 2020 : réalisation des travaux sur la RD 306 et la RD 605[5] ;
- 18 janvier 2021 : à la suite de l'ouverture du premier tronçon en site propre entre le centre commercial Westfield Carré Sénart et l’avenue du 8 mai 1945, le Citalien, son précurseur, commence à circuler sur cette première partie[6].
- Horizon 2027 : mise en service du T Zen 2[6].

### Coût du projet
Le coût du projet s’élève à 163,1 millions d’euros de la phase d’études à la réalisation des infrastructures. Le coût du matériel roulant s’élève à 11,2 millions d’euros. Le coût du matériel roulant et l’exploitation de la ligne seront ﬁnancés à 100 % par le STIF.

## Tracé et stations

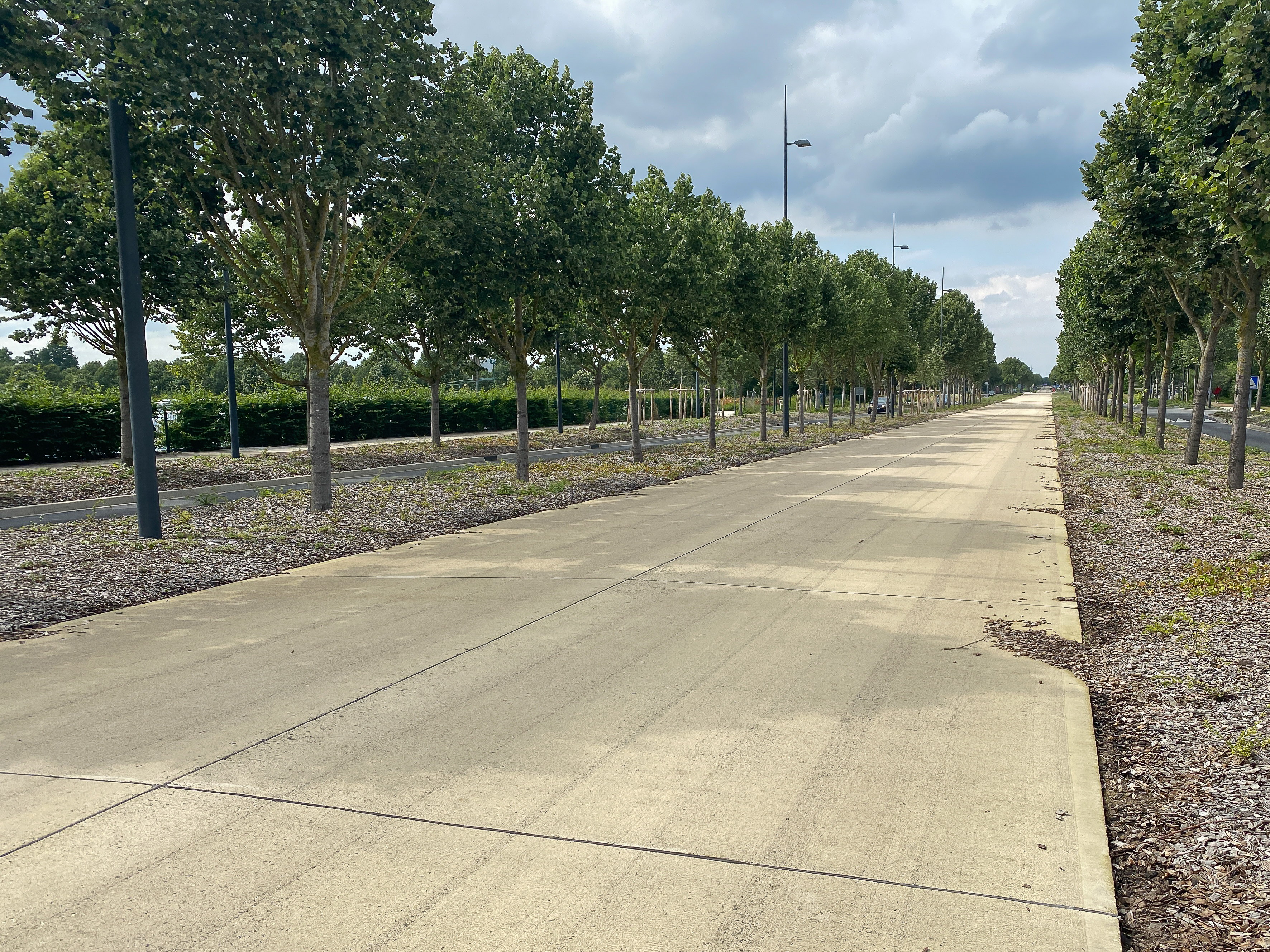
La voie du T Zen 2, au sud-est de Carré Sénart.

### Tracé
La ligne T Zen 2, longue de 17 kilomètres, permettra de relier l'agglomération de Sénart, près du centre commercial Carré Sénart où elle sera connectée à la ligne T Zen 1, à la gare de Melun, remplaçant au passage la ligne 3702 du réseau de bus de Sénart, anciennement Citalien. Elle desservira les communes de Lieusaint, Savigny-le-Temple, Cesson, Vert-Saint-Denis et de Melun.
Le T Zen 2 circulera en site propre, sauf lors de la traversée du centre historique de Melun et du passage sous les voies du RER à Savigny-le-Temple (avenue de l’Europe), compte tenu de contraintes très fortes. Entre le centre-ville et la gare de Melun ainsi que sur l’avenue de l’Europe à Savigny-le-Temple, le site propre sera également emprunté par d'autres lignes de bus en raison de la forte circulation générale.

### Liste des stations
La ligne 2 du T Zen desservira vingt-sept stations, dont cinq seront mixtes à Melun et deux à Savigny-le-Temple, où certains bus des réseaux actuels marqueront également l’arrêt :
|   |   |   |   |   | Station                           | Zone | Communes                  | Correspondances                                  |
| - | - | - | - | - | --------------------------------- | ---- | ------------------------- | ------------------------------------------------ |
|   |   | ■ |   |   | Carré Trait d'Union               | 5    | Lieusaint                 | Tzen 1                                           |
|   |   | • |   |   | 8 mai 1945                        | 5    | Savigny-le-Temple         |                                                  |
|   |   | • |   |   | Miroir d'Eau                      | 5    | Savigny-le-Temple         |                                                  |
|   |   | • |   |   | Le Parc                           | 5    | Savigny-le-Temple         |                                                  |
|   |   | • |   |   | Les Lycées                        | 5    | Savigny-le-Temple         |                                                  |
|   |   | • |   |   | Gare de Savigny-le-Temple - Nandy | 5    | Savigny-le-Temple         | (RER) · (D)                                      |
|   |   | • |   |   | Les Routoires                     | 5    | Savigny-le-Temple         |                                                  |
|   |   | • |   |   | Olof Palme                        | 5    | Savigny-le-Temple         |                                                  |
|   |   | • |   |   | Bois Sénart                       | 5    | Savigny-le-Temple, Cesson |                                                  |
|   |   | • |   |   | Maisonément                       | 5    | Cesson                    |                                                  |
|   |   | • |   |   | Moulin à Vent                     | 5    | Cesson                    |                                                  |
|   |   | • |   |   | Aimé Cesaire                      | 5    | Vert-Saint-Denis          |                                                  |
|   |   | • |   |   | Haies Fleuries                    | 5    | Vert-Saint-Denis          |                                                  |
|   |   | • |   |   | Jean Monnet                       | 5    | Vert-Saint-Denis          |                                                  |
|   |   | • |   |   | Adenauer                          | 5    | Vert-Saint-Denis          |                                                  |
|   |   | • |   |   | Hôpital                           | 5    | Melun                     |                                                  |
|   |   | • |   |   | Beauregard                        | 5    | Melun                     |                                                  |
|   |   | • |   |   | Montaigu                          | 5    | Melun                     |                                                  |
|   |   | • |   |   | Trois Horloges                    | 5    | Melun                     |                                                  |
|   |   | • |   |   | Voisenon                          | 5    | Melun                     |                                                  |
|   |   | • |   |   | Castors                           | 5    | Melun                     |                                                  |
|   |   | • |   |   | Charles-de-Gaulle                 | 5    | Melun                     |                                                  |
| ↾ |   |   | • |   | Saint-Jean                        | 5    | Melun                     |                                                  |
|   | • |   |   | ⇃ | Saint-Aspais                      | 5    | Melun                     |                                                  |
| ↾ |   |   | • |   | Île Notre-Dame                    | 5    | Melun                     |                                                  |
|   | • |   |   | ⇃ | Île Praslin                       | 5    | Melun                     |                                                  |
| ↾ |   |   | • |   | Chapu                             | 5    | Melun                     |                                                  |
|   | • |   |   | ⇃ | Thiers                            | 5    | Melun                     |                                                  |
|   |   | ■ |   |   | Place de la Gare                  | 5    | Melun                     | (RER) · (D) · Transilien · Ligne R du Transilien |

Les stations en gras serviront de départ ou de terminus à certaines missions.
Les stations comporteront des abris voyageurs, des plans d’itinéraire ainsi qu’un système d’informations voyageurs : vente de billets, information en temps réel des correspondances, état du trafic, etc. Elles respecteront les normes d’accessibilité (notamment pour les personnes à mobilité réduite) et seront conçues de manière à s’intégrer dans le paysage urbain.

## Exploitation

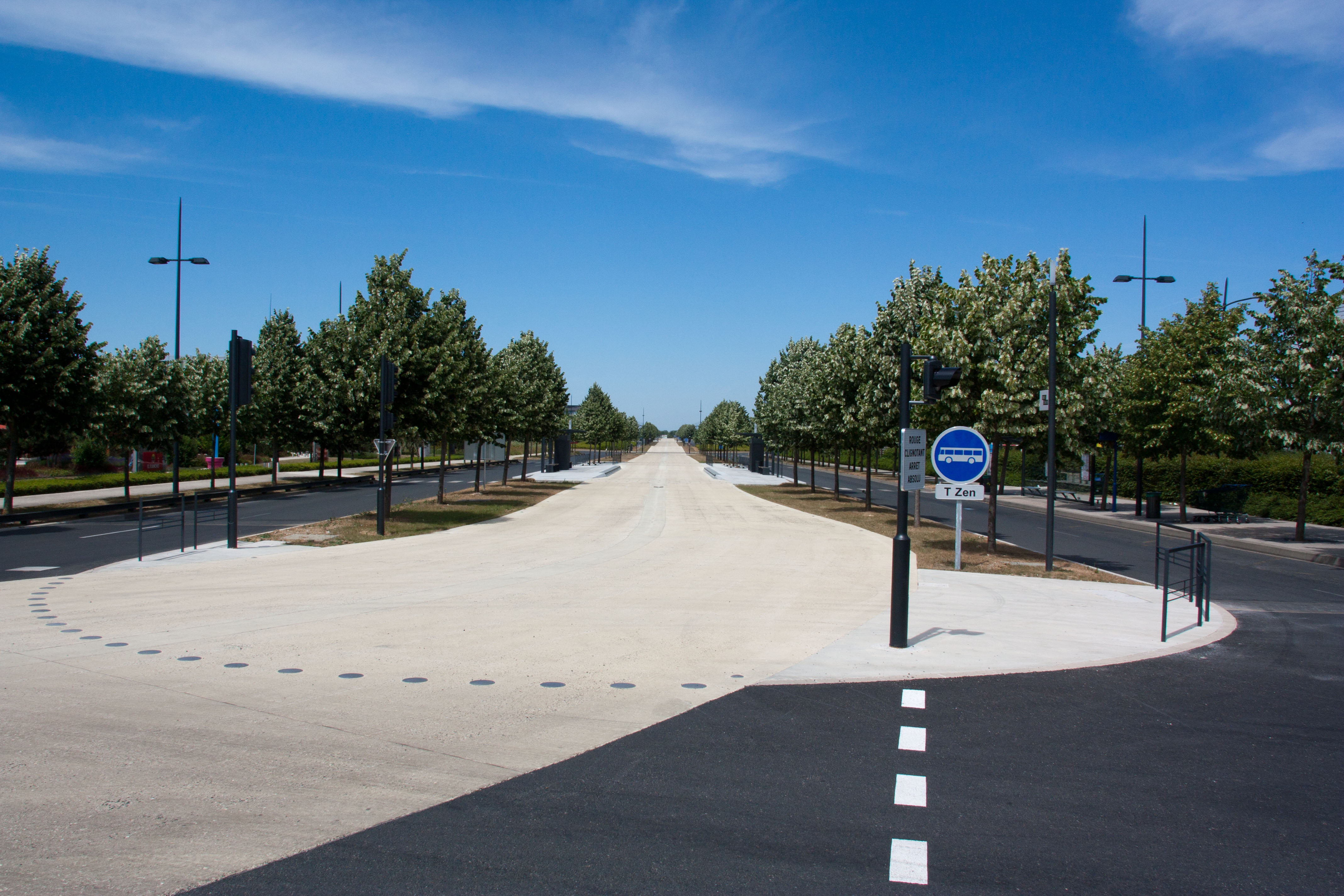
Le site propre T Zen 1, au droit de la station Carré Trait d'Union du T Zen 1, future station terminus nord du T Zen 2, en mai 2011.

La ligne 2 du T Zen fonctionnera tous les jours, de 5 h 00 à 0 h 00 à l'aide de vingt-quatre véhicules articulés. Les véhicules relieront Trait d'Union à Place de la Gare en 51 minutes.
Les véhicules circuleront à la fréquence d'un passage toutes les quatre minutes aux heures de pointe et toutes les dix minutes aux heures creuses. En vitesse commerciale moyenne, le T Zen roulera à 20 km/h,,.

### Matériel roulant
La ligne sera équipée de vingt-quatre véhicules articulés de 18 mètres, d'un coût global de 11,2 millions d'euros,.
Ces véhicules seront dotés de portes coulissantes extérieures larges s’ouvrant automatiquement à l’arrêt. L'accès se fera de plain-pied, le plancher du véhicule étant au même niveau que le quai. Ils seront équipés de la ventilation réfrigérée et de la vidéosurveillance. Ils respecteront les normes européennes les plus exigeantes en matière d'environnement.

### Centre de maintenance
Le centre opérationnel bus des véhicules du T Zen 2 sera mutualisé avec celui existant à Lieusaint pour le T Zen 1. Ce centre de remisage et de maintenance (CRM) a été réalisé à proximité de la gare de Lieusaint - Moissy, à l’extrémité est de la ligne du T Zen 1.
D'une étendue de 28 000 m2, le centre permettra l'entretien des vingt-quatre véhicules nécessaires à l'exploitation de la ligne. En 2011, il accueille déjà les douze véhicules de la ligne 1 notamment et emploie plus d’une centaine de salariés, dont les agents de conduite.
Le site permet ainsi à la fois le remisage, l’entretien courant (station-service, lavage, nettoyage…), la maintenance des bus, le stationnement des véhicules du personnel, la gestion du personnel et du réseau, ainsi que des « relations clients ». Le centre de contrôle et de régulation des réseaux Sénart, Sénart Express et de la ligne T Zen sera également présent sur le site. Il dispose d'un atelier de 1 400 m2 doté de nombreux équipements performants avec, parmi eux, une cabine de peinture de 18 mètres de dernière génération ainsi qu’un cadre de redressage. L'atelier dispose également d'une fosse sécurisée, d'un pont de levage et de boîtiers multi-énergies.
Conçu pour accueillir et entretenir les véhicules de la flotte T Zen de la ligne 1, ce bâtiment est un modèle de conception « verte », afin d’approcher au plus près les objectifs de haute qualité environnementale, en déclinant les différentes facettes du développement durable : énergie renouvelable, récupération d’eau, qualité environnementale des matériaux, exposition et lumière, végétalisation... Plus performant que les exigences imposées par la réglementation thermique (RT 2005), le centre de maintenance respectera toutes les normes pour les personnes handicapées.
L’orientation et l’organisation du bâtiment ont été conçues pour capter un maximum de lumière naturelle, ce qui explique l'installation d'un bardage translucide pour couvrir les ateliers. Les toitures des bureaux et des ateliers ont été végétalisées afin d'apporter une meilleure inertie thermique, favorisant notamment le confort en été et permettant la rétention, le filtrage et la récupération des eaux de pluie. Des panneaux solaires thermiques ont été intégrés à la toiture surplombant les bureaux pour couvrir les besoins en eau chaude des vestiaires. Le gaz naturel, énergie fossile la moins polluante, a été retenu pour assurer le chauffage des locaux, par radiateurs dans la partie administrative et par radiants à gaz dans la partie maintenance. Un soin particulier a été apporté au renouvellement d’air assuré par une ventilation double-flux avec récupération d’énergie. Enfin, un séparateur à hydrocarbures permet le traitement des eaux souillées.

### Conduite et signalisation
La conduite sur la ligne sera faite en « conduite à vue » : on ne trouve sur la ligne que des signaux protégeant le franchissement des carrefours. Pour ces derniers, la voirie est équipée de signaux tricolores classiques de type R11 tandis que la ligne est équipée de signaux de type R17 et R18 associés à la signalisation routière. Ces feux sont accompagnés d'une signalisation d'aide à l'exploitation, un losange lumineux signalant la prise en charge de la demande de priorité au carrefour.

### Tarification et financement

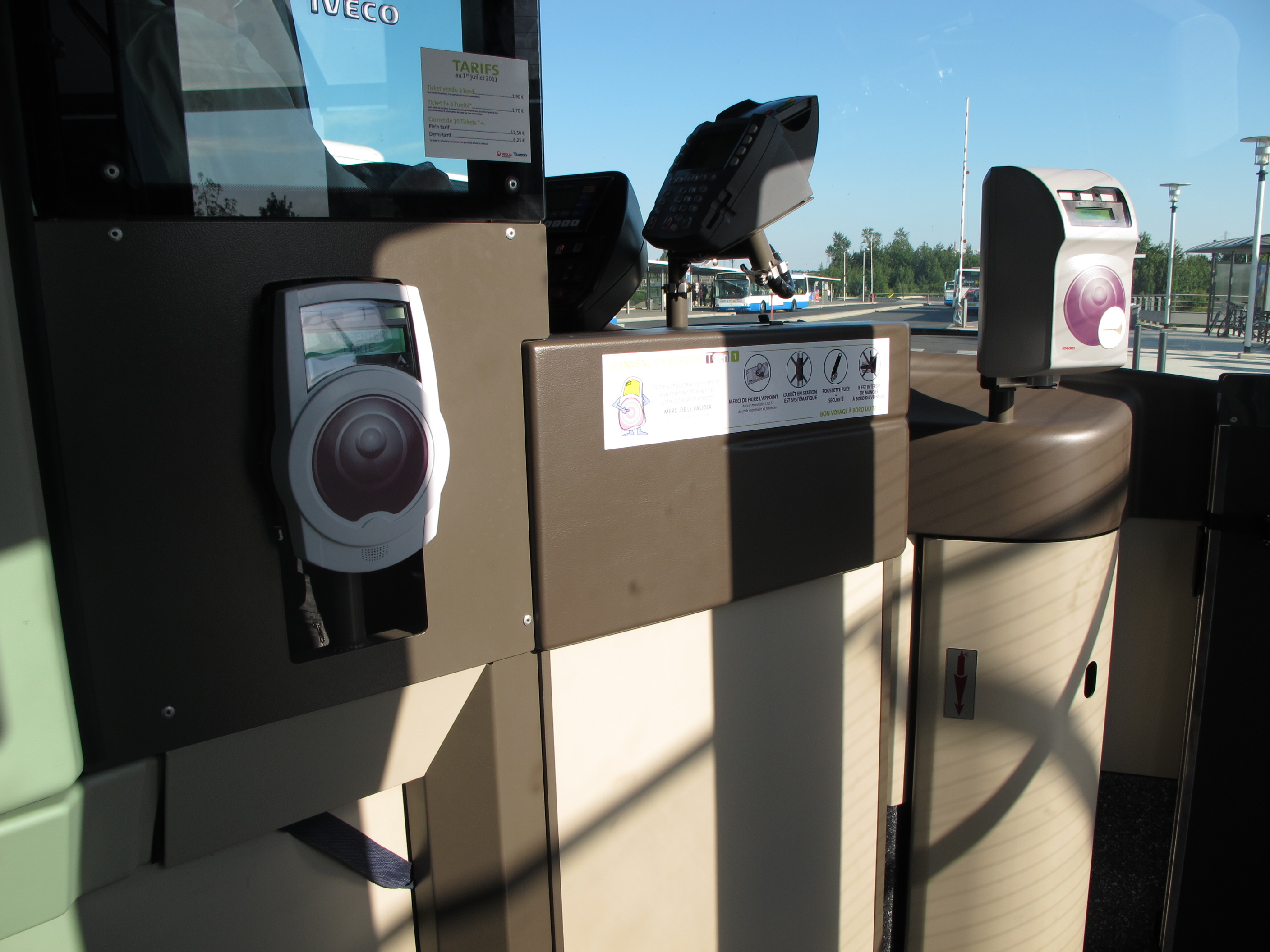
Validateurs Navigo présent dans les bus T Zen

La tarification des lignes T Zen est identique à celle de tous les réseaux de bus franciliens et accessibles avec les mêmes abonnements. Un ticket « bus-tram », qui remplace le ticket t+ au 1er janvier 2025, permet un trajet simple quelle que soit la distance, avec une ou plusieurs correspondances possibles avec les autres lignes de bus et de tramway pendant une durée maximale de 1 h 30 entre la première et dernière validation. En revanche, un ticket validé dans un bus ne permet pas d'emprunter le métro, ni le Transilien et le RER.
Le financement du fonctionnement des lignes (entretien, matériel et charges de personnel) est assuré par les exploitants des lignes. Cependant, les tarifs des billets et abonnements dont le montant est limité par décision politique ne couvrent pas les frais réels de transport. Le manque à gagner est compensé par l'autorité organisatrice, le Syndicat des transports d'Île-de-France (STIF), présidé depuis 2005 par le président du Conseil régional d'Île-de-France et composé d'élus locaux. Il définit les conditions générales d'exploitation ainsi que la durée et la fréquence des services. L'équilibre financier du fonctionnement est assuré par une dotation globale annuelle aux transporteurs de la région grâce au versement transport payé par les entreprises et aux contributions des collectivités publiques.

### Trafic prévu
À sa mise en service, le T Zen 2 sera emprunté chaque jour par 27 000 voyageurs.